# Jürgen Schmude
Jürgen Schmude (Insterburgo, Prusia Oriental, Alemania, actual Cherniajovsk, Rusia, 9 de junio de 1936-3 de febrero de 2025) fue un político alemán.

## Formación
Después de sacar el graduado en 1955 en la Escuela Adolfinum Moers, Schmude se licenció en Ley, artes escénicas y en modernos estudios de alemán en Gotinga, Berlín, Bonn y Colonia, que terminó en 1961 con el primer examen de Estado donde cinco años más tarde, en 1966, tuvo el segundo examen estatal de jurídica. Desde 1967 trabajó como abogado en el bufete de abogados de Gustav Heinemann. Se convirtió en 1968 Doctor en Derecho del doctorado con la obra El Concepto De Empresa En La Ley Contra Las Restricciones De La Competencia.

## Vida política
Desde 1964 hasta 1971 fue miembro del consejo de la ciudad de Moers, y a partir de 1969 de la asamblea del distrito. Desde 1969 hasta 1994 fue miembro del Bundestag alemán.

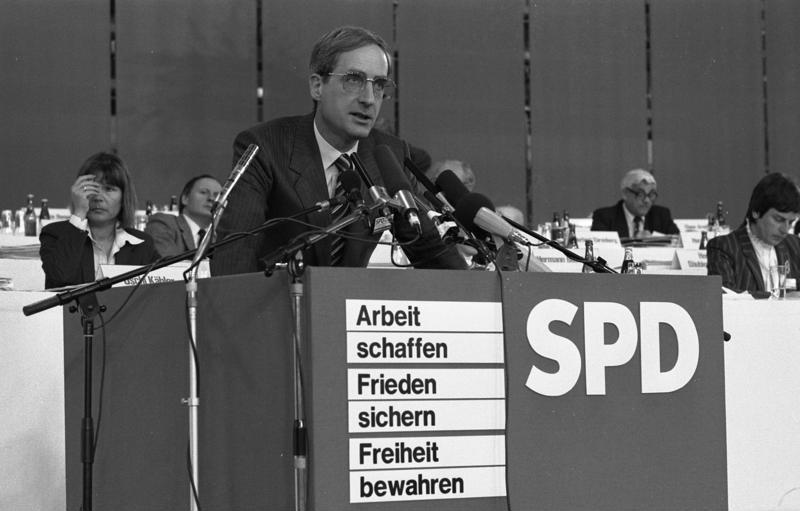
Jürgen Schmude en 1982, en un congreso del SPD.

En 1974 hasta 1976 estuvo en el gabinete del canciller Helmut Schmidt de la Oficina del Secretario de Estado Parlamentario adjunto al Ministro Federal del Interior. El 16 de febrero de 1978 fue Ministro Federal de Educación y Ciencia, manteniéndose esta oficina incluso tras las elecciones parlamentarias de 1980. Sin embargo, el 28 de enero de 1981 sucedió al alcalde de Berlín Hans-Jochen Vogel en su puesto de Ministro Federal de Justicia.
Después de la ruptura de la coalición social-liberal y la renuncia de los ministros de la FDP, se hizo cargo del puesto de Ministro de Interior el 17 de septiembre de 1982 hasta dentro de dos semanas, ya que el 1 de octubre de 1982, Helmut Kohl, líder del partido opuesto ganaría las elecciones.
Desde 2005 hasta 2012 fue miembro del Consejo de Ética Alemán.

## Vida eclesiástica
Desde 1985 hasta 2003 fue Presidente de la Iglesia del Sínodo de la Iglesia Evangélica de Alemania (EKD).

## Vida privada
Estuvo casado y tuvo dos hijos.

## Premios
- Anillo de Honor de la ciudad de Moers.
- Premio Karl Barth, otorgado por la Unión de Iglesias Evangélicas
- Doctor honoris causa por la Facultad de Teología Protestante de la Rheinische Friedrich-Wilhelms-Universität Bonn.